# مخابز بول
بول هي سلسلة فرنسية من مطاعم المخابز والمقاهي التي تم تأسيسها في عام 1889 من قبل شارلمان مايوت، في نورد الواقعة في مدينة كروا. وهو متخصص في تقديم المنتجات الفرنسية بما في ذلك الخبز والكريب والسندويشات والمكرون والحساء والكعك والمعجنات والقهوة والنبيذ والبيرة. تنتمي مخابز بول إلى مجموعة هولدر التي تمتلك أيضًا المخبز الفرنسي الفاخر لاديور. يقع مكتب شركة بول الرئيسي العالمي في Marcq-en-Barœul، في ليل الكبرى في فرنسا، ولديها فروع في 29 دولة.

## تاريخ الشركة
تزوج جوليان هولدر سوزان حفيدة شارلمان مايوت. افتتحت عائلة هولدر مخبزهم الخاص في ليل عام 1935. استولت عائلة هولدر وابنها فرانسيس على مخبز حلويات معروف تملكه عائلة بول واحتفظت باسم «بول».
بعد وفاة والده في عام 1958 تولى فرانسيس هولدر مخبز العائلة في ليل، وبمساعدة والدته قام بتوسيع أعماله، وعندما افتتح معارض الانباء في عام 1965 عرض على الفور تقديم الخبز الخاص به. في إطار «مولان بلو» قدم فرانسيس هول الخبز إلى أوشان ومونوبريكس من مخبزه في لامبارسارت، وبحلول عام 1970  تمكن من شراء موقع صناعي مهجور في لامادلين في ضواحي مدينة ليل الذي حوله إلى مخبز ضخم.
أثبتت عملية تثبيت موقد خشب في عام 1972 في شعبية مخبز ليل الأصلي، حيث توسعت سلسلة بول إلى مراكز التسوق الفرنسية في باريس وغيرها من المدن الفرنسية الكبرى، وتم دمجها في التصميم العام. وبصرف النظر عن التغيير في عام 1993 (إلى الشارة السوداء في وقتنا الحالي)  لم يتغير التخطيط والجمال البصري لمحلات بول.

## الموقع
اعتبارًا من أغسطس 2011 كان هناك أكثر من436 فرع لمقهى/ مخبز بول (326 في فرنسا و127 في 27 دولة أخرى) في فرنسا، وإسبانيا، وأذربيجان، وبلجيكا، والمملكة المتحدة، وقطر، وجمهورية التشيك، وجنوب أفريقيا، وتركيا، واليونان، ورومانيا، والمغرب، ولبنان، والمملكة العربية السعودية، والكويت، والإمارات العربية المتحدة، وتايلاند، والبحرين، واليابان، وتايوان، والأردن، والصين، ومصر، وأوكرانيا، والولايات المتحدة، وماليزيا، وتشيلي. في سبتمبر 2015، كان لمقهى بول أيضا العديد من المخابز في ألماتي، وكازاخستان (في كل من وسط المدينة وفي منتجع تزلج شيمبولوك).

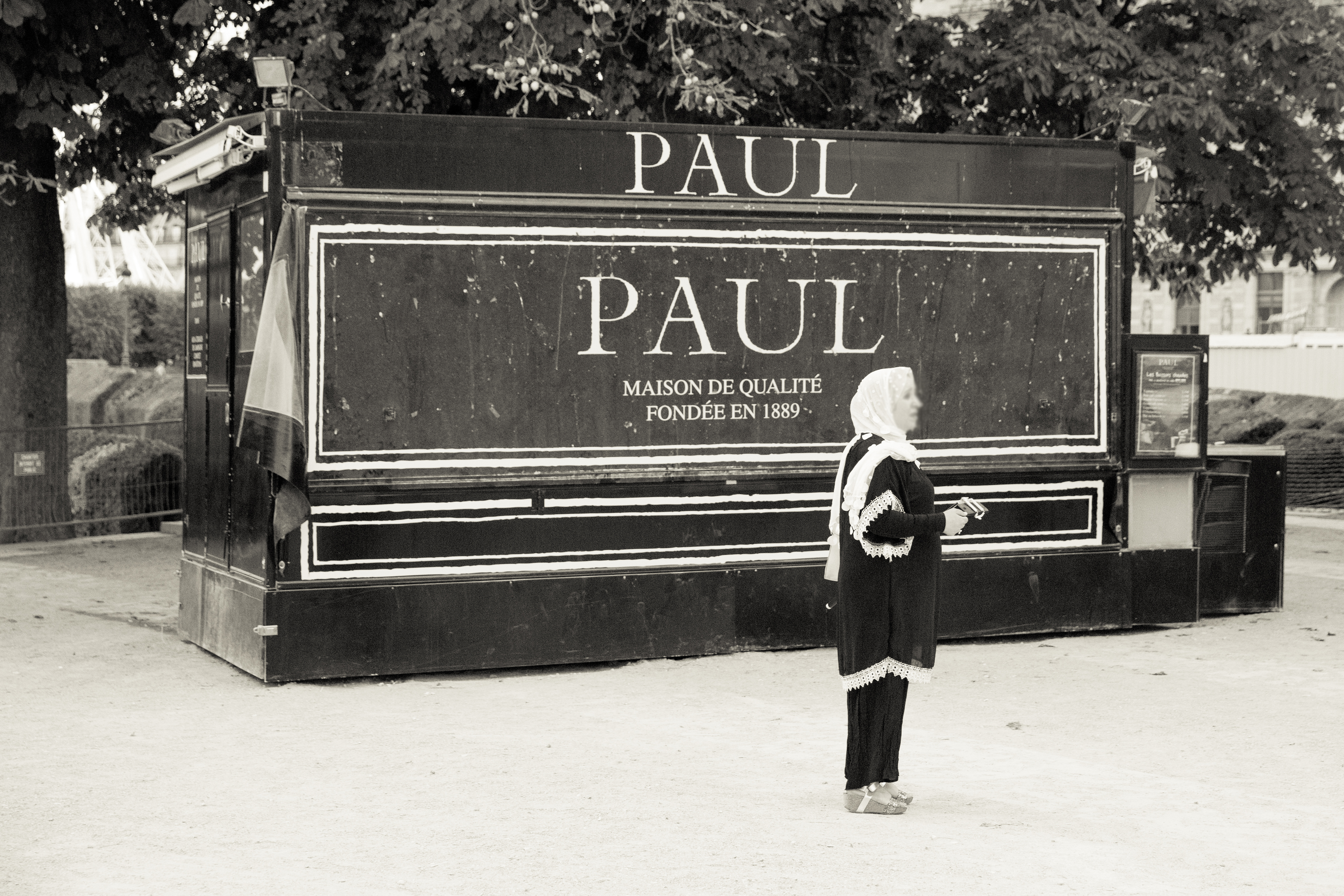

| السنة | الموقع                                                            |
| 1985  | برشلونة في إسبانيا (أغلق سنة 2014)                                |
| 1990  | اليابان                                                           |
| 2000  | المملكة المتحدة                                                   |
| 2006  | بيروت في لبنان، بالم بيتش غاردنز وميامي في فلوريدا                |
| 2007  | شانغهاي                                                           |
| 2008  | تايبيه في تايوان                                                  |
| 2009  | سيول في كوريا الجنوبية (أغلق سنة 2013)                            |
| 2010  | براغ في التشيك                                                    |
| 2012  | تركيا، مصر، سنغافورة، روسيا، المملكة العربية السعودية، لبنان      |
| 2013  | الفلبين                                                           |
| 2014  | تايلاند، أذربيجان، أوكرانيا                                       |
| 2015  | بولندا، جاكرتا في إندونيسيا                                       |
| 2016  | بلجيكا، كوالالمبور في ماليزيا، جورجيا                             |
| 2017  | تونس، الغابون، روسيا البيضاء، بنما، جوهانسبرغ في أفريقيا الجنوبية |
| 2019  | الهند                                                             |

## القائمة
القائمة تشمل المعجنات، والكعك، والكرواسون،  والسندويشات، والحساء، والكويتش، والفطائر، والكريب، والبيض، وأكثر من 140 نوعًا من الخبز. كما يتوفر الشاي والنبيذ والبيرة والمياه المعدنية والمشروبات الغازية والمشروبات التي تعتمد على القهوة.